# Qualificazioni al campionato europeo maschile di calcio 1996
Questa voce raccoglie un approfondimento sui risultati degli incontri e sulle classifiche per l'accesso alla fase finale del Campionato europeo di calcio 1996. 

## Formato e regolamento
49 membri UEFA: 16 posti disponibili per la fase finale. L'Inghilterra (in qualità di paese ospitante) è qualificata direttamente, mentre la Serbia non partecipa alle qualificazioni in quanto sospesa a causa dei conflitti nei Balcani.
Rimangono 47 squadre per 15 posti disponibili per la fase finale. Le qualificazioni si compongono di due turnI: 
- Fase a gruppi: 47 squadre, divise in 8 gruppi (sette da sei squadre e uno da cinque), giocano partite di andata e ritorno. Le prime classificate di ogni gruppo e le sei migliori seconde si qualificano alla fase finale. le due peggiori seconde accedono allo spareggio.
- Spareggio: 2 squadre, giocano una partita di sola andata. La vincente si qualifica alla fase finale.

In caso di parità di punti tra due o più squadre di uno stesso gruppo, le posizioni in classifica verranno determinate prendendo in considerazione, nell'ordine, i seguenti criteri:
1. maggiore numero di punti negli scontri diretti;
2. migliore differenza reti negli scontri diretti;
3. maggiore numero di reti segnate in trasferta negli scontri diretti;
4. migliore differenza reti;
5. maggiore numero di reti segnate;
6. maggiore numero di reti segnate in trasferta;
7. miglior punteggio fair play (1 punto per un cartellino giallo, 3 punti per un cartellino rosso diretto e come somma di due certellini gialli, 4 punti per un cartellino giallo seguito da uno rosso diretto).

## Sorteggio dei gruppi
Il sorteggio è stato effettuato il 22 gennaio 1994 a Manchester. La Danimarca è stata inserita come prima in qualità di detentrice del titolo. Le restanti 46 squadre sono state suddivise nelle seguenti fasce di merito:
| Urna 1                                                                              | Urna 2                                                                            | Urna 3                                                                                     | Urna 4                                                                                   | Urna 5                                                                          | Urna 6                                                                                   |
| ----------------------------------------------------------------------------------- | --------------------------------------------------------------------------------- | ------------------------------------------------------------------------------------------ | ---------------------------------------------------------------------------------------- | ------------------------------------------------------------------------------- | ---------------------------------------------------------------------------------------- |
| - Danimarca - Germania - Francia - Russia - Paesi Bassi - Svezia - Italia - Irlanda | - Svizzera - Norvegia - Romania - Portogallo - Grecia - Spagna - Galles - Ucraina | - Bulgaria - Rep. Ceca - Belgio - Scozia - Irlanda del Nord - Polonia - Ungheria - Croazia | - Islanda - Austria - Finlandia - Lituania - Israele - Bielorussia - Georgia - Macedonia | - Turchia - Lettonia - Albania - Cipro - Malta - Fær Øer - Estonia - Slovacchia | - Lussemburgo - San Marino - Slovenia - Liechtenstein - Moldavia - Armenia - Azerbaigian |

Il sorteggio dei gruppi di qualificazione alla fase finale ha avuto il seguente esito:
| Gruppo 1                               | Gruppo 2                       | Gruppo 3                | Gruppo 4                          | Gruppo 5                               | Gruppo 6                                        | Gruppo 7                        | Gruppo 8                            |
| -------------------------------------- | ------------------------------ | ----------------------- | --------------------------------- | -------------------------------------- | ----------------------------------------------- | ------------------------------- | ----------------------------------- |
| Romania Francia                        | Spagna Danimarca               | Svizzera Turchia        | Croazia Italia                    | Rep. Ceca                              | Portogallo                                      | Germania Bulgaria               | Russia Scozia                       |
| Romania Francia                        | Spagna Danimarca               | Svizzera Turchia        | Croazia Italia                    | Paesi Bassi                            | Irlanda                                         | Germania Bulgaria               | Russia Scozia                       |
| Slovacchia Polonia Israele Azerbaigian | Belgio Macedonia Cipro Armenia | Svezia Ungheria Islanda | Lituania Ucraina Slovenia Estonia | Norvegia Bielorussia Lussemburgo Malta | Irlanda del Nord Austria Lettonia Liechtenstein | Georgia Moldavia Galles Albania | Grecia Finlandia Fær Øer San Marino |

 Sono segnate in verde le Nazionali qualificate alla fase finale, in giallo quelle qualificate allo spareggio, in rosso quelle escluse dalla competizione europea. 

## Fase a gironi

### Gruppo 1
| Pos | Squadra     | Pti | G  | V | N | P | GF | GS | DR  |
| --- | ----------- | --- | -- | - | - | - | -- | -- | --- |
| 1   | Romania     | 21  | 10 | 6 | 3 | 1 | 18 | 9  | +9  |
| 2   | Francia     | 20  | 10 | 5 | 5 | 0 | 22 | 2  | +20 |
| 3   | Slovacchia  | 14  | 10 | 4 | 2 | 4 | 14 | 18 | -4  |
| 4   | Polonia     | 13  | 10 | 3 | 4 | 3 | 14 | 12 | +2  |
| 5   | Israele     | 12  | 10 | 3 | 3 | 4 | 13 | 13 | 0   |
| 6   | Azerbaigian | 1   | 10 | 0 | 1 | 9 | 2  | 29 | -27 |

| Squadra     | Romania (bandiera) | Francia (bandiera) | Slovacchia (bandiera) | Polonia (bandiera) | Israele (bandiera) | Azerbaigian (bandiera) |
| ----------- | ------------------ | ------------------ | --------------------- | ------------------ | ------------------ | ---------------------- |
| Romania     | —                  | 1 - 3              | 3 - 2                 | 2 - 1              | 2 - 1              | 3 - 0                  |
| Francia     | 0 - 0              | —                  | 4 - 0                 | 1 - 1              | 2 - 0              | 10 - 0                 |
| Slovacchia  | 0 - 2              | 0 - 0              | —                     | 4 - 1              | 1 - 0              | 4 - 1                  |
| Polonia     | 0 - 0              | 0 - 0              | 5 - 0                 | —                  | 4 - 3              | 1 - 0                  |
| Israele     | 1 - 1              | 0 - 0              | 2 - 2                 | 2 - 1              | —                  | 2 - 0                  |
| Azerbaigian | 0 - 2              | 0 - 2              | 0 - 2                 | 1 - 2              | 0 - 0              | —                      |

### Gruppo 2
| Pos | Squadra   | Pti | G  | V | N | P | GF | GS | DR  |
| --- | --------- | --- | -- | - | - | - | -- | -- | --- |
| 1   | Spagna    | 26  | 10 | 8 | 2 | 0 | 25 | 4  | +21 |
| 2   | Danimarca | 21  | 10 | 6 | 3 | 1 | 19 | 9  | +10 |
| 3   | Belgio    | 15  | 10 | 4 | 3 | 3 | 17 | 13 | +4  |
| 4   | Macedonia | 7   | 10 | 1 | 4 | 5 | 9  | 18 | -9  |
| 5   | Cipro     | 7   | 10 | 1 | 4 | 5 | 6  | 20 | -14 |
| 6   | Armenia   | 5   | 10 | 1 | 2 | 7 | 5  | 17 | -12 |

| Squadra   | Danimarca (bandiera) | Spagna (bandiera) | Belgio (bandiera) | Macedonia (bandiera) | Cipro (bandiera) | Armenia (bandiera) |
| --------- | -------------------- | ----------------- | ----------------- | -------------------- | ---------------- | ------------------ |
| Danimarca | —                    | 3 - 0             | 1 - 1             | 3 - 0                | 6 - 0            | 1 - 0              |
| Spagna    | 1 - 1                | —                 | 3 - 1             | 1 - 0                | 4 - 0            | 3 - 1              |
| Belgio    | 1 - 4                | 1 - 3             | —                 | 1 - 1                | 2 - 0            | 2 - 0              |
| Macedonia | 0 - 2                | 1 - 1             | 0 - 5             | —                    | 3 - 0            | 1 - 2              |
| Cipro     | 1 - 2                | 1 - 1             | 1 - 1             | 1 - 1                | —                | 2 - 0              |
| Armenia   | 0 - 2                | 0 - 2             | 0 - 2             | 2 - 2                | 0 - 0            | —                  |

### Gruppo 3
| Pos | Squadra  | Pti | G | V | N | P | GF | GS | DR |
| --- | -------- | --- | - | - | - | - | -- | -- | -- |
| 1   | Svizzera | 17  | 8 | 5 | 2 | 1 | 15 | 7  | +8 |
| 2   | Turchia  | 15  | 8 | 4 | 3 | 1 | 16 | 8  | +8 |
| 3   | Svezia   | 9   | 8 | 2 | 3 | 3 | 9  | 10 | -1 |
| 4   | Ungheria | 8   | 8 | 2 | 2 | 4 | 7  | 13 | -6 |
| 5   | Islanda  | 5   | 8 | 1 | 2 | 5 | 3  | 12 | -9 |

| Squadra  | Svizzera (bandiera) | Turchia (bandiera) | Svezia (bandiera) | Ungheria (bandiera) | Islanda (bandiera) |
| -------- | ------------------- | ------------------ | ----------------- | ------------------- | ------------------ |
| Svizzera | —                   | 1 - 2              | 4 - 2             | 3 - 0               | 1 - 0              |
| Turchia  | 1 - 2               | —                  | 2 - 1             | 2 - 0               | 5 - 0              |
| Svezia   | 0 - 0               | 2 - 2              | —                 | 2 - 0               | 1 - 1              |
| Ungheria | 2 - 2               | 2 - 2              | 1 - 0             | —                   | 1 - 0              |
| Islanda  | 0 - 2               | 0 - 0              | 0 - 1             | 2 - 1               | —                  |

### Gruppo 4
| Pos | Squadra  | Pti | G  | V | N | P  | GF | GS | DR  |
| --- | -------- | --- | -- | - | - | -- | -- | -- | --- |
| 1   | Croazia  | 23  | 10 | 7 | 2 | 1  | 22 | 5  | +17 |
| 2   | Italia   | 23  | 10 | 7 | 2 | 1  | 20 | 6  | +14 |
| 3   | Lituania | 16  | 10 | 5 | 1 | 4  | 13 | 12 | +1  |
| 4   | Ucraina  | 13  | 10 | 4 | 1 | 5  | 11 | 15 | -4  |
| 5   | Slovenia | 11  | 10 | 3 | 2 | 5  | 13 | 13 | 0   |
| 6   | Estonia  | 0   | 10 | 0 | 0 | 10 | 3  | 31 | -28 |

| Squadra  | Italia (bandiera) | Ucraina (bandiera) | Croazia (bandiera) | Lituania (bandiera) | Estonia (bandiera) | Slovenia (bandiera) |
| -------- | ----------------- | ------------------ | ------------------ | ------------------- | ------------------ | ------------------- |
| Italia   | —                 | 3 - 1              | 1 - 2              | 4 - 0               | 4 - 1              | 1 - 0               |
| Ucraina  | 0 - 2             | —                  | 1 - 0              | 0 - 2               | 3 - 0              | 0 - 0               |
| Croazia  | 1 - 1             | 4 - 0              | —                  | 2 - 0               | 7 - 1              | 2 - 0               |
| Lituania | 0 - 1             | 1 - 3              | 0 - 0              | —                   | 5 - 0              | 2 - 1               |
| Estonia  | 0 - 2             | 0 - 1              | 0 - 2              | 0 - 1               | —                  | 1 - 3               |
| Slovenia | 1 - 1             | 3 - 2              | 1 - 2              | 1 - 2               | 3 - 0              | —                   |

### Gruppo 5
| Pos | Squadra     | Pti | G  | V | N | P | GF | GS | DR  |
| --- | ----------- | --- | -- | - | - | - | -- | -- | --- |
| 1   | Rep. Ceca   | 21  | 10 | 6 | 3 | 1 | 21 | 6  | +15 |
| 2   | Paesi Bassi | 20  | 10 | 6 | 2 | 2 | 23 | 5  | +18 |
| 3   | Norvegia    | 20  | 10 | 6 | 2 | 2 | 17 | 7  | +10 |
| 4   | Bielorussia | 11  | 10 | 3 | 2 | 5 | 8  | 13 | -5  |
| 5   | Lussemburgo | 10  | 10 | 3 | 1 | 6 | 3  | 21 | -18 |
| 6   | Malta       | 2   | 10 | 0 | 2 | 8 | 2  | 22 | -20 |

| Squadra     | Rep. Ceca (bandiera) | Paesi Bassi (bandiera) | Norvegia (bandiera) | Bielorussia (bandiera) | Lussemburgo (bandiera) | Malta (bandiera) |
| ----------- | -------------------- | ---------------------- | ------------------- | ---------------------- | ---------------------- | ---------------- |
| Rep. Ceca   | —                    | 3 - 1                  | 2 - 0               | 4 - 2                  | 3 - 0                  | 6 - 1            |
| Paesi Bassi | 0 - 0                | —                      | 3 - 0               | 1 - 0                  | 5 - 0                  | 4 - 0            |
| Norvegia    | 1 - 1                | 1 - 1                  | —                   | 1 - 0                  | 5 - 0                  | 2 - 0            |
| Bielorussia | 0 - 2                | 1 - 0                  | 0 - 4               | —                      | 2 - 0                  | 1 - 1            |
| Lussemburgo | 1 - 0                | 0 - 4                  | 0 - 2               | 0 - 0                  | —                      | 1 - 0            |
| Malta       | 0 - 0                | 0 - 4                  | 0 - 1               | 0 - 2                  | 0 - 1                  | —                |

### Gruppo 6
| Pos | Squadra          | Pti | G  | V | N | P | GF | GS | DR  |
| --- | ---------------- | --- | -- | - | - | - | -- | -- | --- |
| 1   | Portogallo       | 23  | 10 | 7 | 2 | 1 | 29 | 7  | +22 |
| 2   | Irlanda          | 17  | 10 | 5 | 2 | 3 | 17 | 11 | +6  |
| 3   | Irlanda del Nord | 17  | 10 | 5 | 2 | 3 | 20 | 15 | +5  |
| 4   | Austria          | 16  | 10 | 5 | 1 | 4 | 29 | 14 | +15 |
| 5   | Lettonia         | 12  | 10 | 4 | 0 | 6 | 11 | 20 | -9  |
| 6   | Liechtenstein    | 1   | 10 | 0 | 1 | 9 | 1  | 40 | -39 |

| Squadra          | Portogallo (bandiera) | Irlanda (bandiera) | Irlanda del Nord (bandiera) | Austria (bandiera) | Lettonia (bandiera) | Liechtenstein (bandiera) |
| ---------------- | --------------------- | ------------------ | --------------------------- | ------------------ | ------------------- | ------------------------ |
| Portogallo       | —                     | 3 - 0              | 1 - 1                       | 1 - 0              | 3 - 2               | 8 - 0                    |
| Irlanda          | 1 - 0                 | —                  | 1 - 1                       | 1 - 3              | 2 - 1               | 4 - 0                    |
| Irlanda del Nord | 1 - 2                 | 0 - 4              | —                           | 5 - 3              | 1 - 2               | 4 - 1                    |
| Austria          | 1 - 1                 | 3 - 1              | 1 - 2                       | —                  | 5 - 0               | 7 - 0                    |
| Lettonia         | 1 - 3                 | 0 - 3              | 0 - 1                       | 3 - 2              | —                   | 1 - 0                    |
| Liechtenstein    | 0 - 7                 | 0 - 0              | 0 - 4                       | 0 - 4              | 0 - 1               | —                        |

### Gruppo 7
| Pos | Squadra  | Pti | G  | V | N | P | GF | GS | DR  |
| --- | -------- | --- | -- | - | - | - | -- | -- | --- |
| 1   | Germania | 25  | 10 | 8 | 1 | 1 | 27 | 10 | +17 |
| 2   | Bulgaria | 22  | 10 | 7 | 1 | 2 | 24 | 10 | +14 |
| 3   | Georgia  | 15  | 10 | 5 | 0 | 5 | 14 | 13 | +1  |
| 4   | Moldavia | 9   | 10 | 3 | 0 | 7 | 11 | 27 | -16 |
| 5   | Albania  | 8   | 10 | 2 | 2 | 6 | 10 | 16 | -6  |
| 6   | Galles   | 8   | 10 | 2 | 2 | 6 | 9  | 19 | -10 |

| Squadra  | Germania (bandiera) | Bulgaria (bandiera) | Georgia (bandiera) | Moldavia (bandiera) | Galles (bandiera) | Albania (bandiera) |
| -------- | ------------------- | ------------------- | ------------------ | ------------------- | ----------------- | ------------------ |
| Germania | —                   | 3 - 1               | 4 - 1              | 6 - 1               | 1 - 1             | 2 - 1              |
| Bulgaria | 3 - 2               | —                   | 2 - 0              | 4 - 1               | 3 - 1             | 3 - 0              |
| Georgia  | 0 - 2               | 2 - 1               | —                  | 0 - 1               | 5 - 0             | 2 - 0              |
| Moldavia | 0 - 3               | 0 - 3               | 3 - 2              | —                   | 3 - 2             | 2 - 3              |
| Galles   | 1 - 2               | 0 - 3               | 0 - 1              | 1 - 0               | —                 | 2 - 0              |
| Albania  | 1 - 2               | 1 - 1               | 0 - 1              | 3 - 0               | 1 - 1             | —                  |

### Gruppo 8
| Pos | Squadra    | Pti | G  | V | N | P  | GF | GS | DR  |
| --- | ---------- | --- | -- | - | - | -- | -- | -- | --- |
| 1   | Russia     | 26  | 10 | 8 | 2 | 0  | 34 | 5  | +29 |
| 2   | Scozia     | 23  | 10 | 7 | 2 | 1  | 19 | 3  | +16 |
| 3   | Grecia     | 18  | 10 | 6 | 0 | 4  | 23 | 9  | +14 |
| 4   | Finlandia  | 15  | 10 | 5 | 0 | 5  | 18 | 18 | 0   |
| 5   | Fær Øer    | 6   | 10 | 2 | 0 | 8  | 10 | 35 | -25 |
| 6   | San Marino | 0   | 10 | 0 | 0 | 10 | 2  | 36 | -34 |

| Squadra    | Russia (bandiera) | Scozia (bandiera) | Grecia (bandiera) | Finlandia (bandiera) | Fær Øer (bandiera) | San Marino (bandiera) |
| ---------- | ----------------- | ----------------- | ----------------- | -------------------- | ------------------ | --------------------- |
| Russia     | —                 | 0 - 0             | 2 - 1             | 3 - 1                | 3 - 0              | 4 - 0                 |
| Scozia     | 1 - 1             | —                 | 1 - 0             | 1 - 0                | 5 - 1              | 5 - 0                 |
| Grecia     | 0 - 3             | 1 - 0             | —                 | 4 - 0                | 5 - 0              | 2 - 0                 |
| Finlandia  | 0 - 6             | 0 - 2             | 2 - 1             | —                    | 5 - 0              | 4 - 1                 |
| Fær Øer    | 2 - 5             | 0 - 2             | 1 - 5             | 0 - 4                | —                  | 3 - 0                 |
| San Marino | 0 - 7             | 0 - 2             | 0 - 4             | 0 - 2                | 1 - 3              | —                     |

### Raffronto tra le seconde classificate di ogni gruppo
A fini di uniformità, per le nazionali dei gruppi a sei squadre (1, 2, 4, 5, 6, 7 e 8) non si tiene conto dei punti conquistati contro la penultima e l'ultima in classifica del proprio girone, mentre per il gruppo 3 composto da cinque squadre non si tiene conto dei punti conquistati solo contro l'ultima in classifica.
In caso di parità di punti tra due o più squadre, le posizioni in classifica verranno determinate prendendo in considerazione, nell'ordine, i seguenti criteri:
1. migliore differenza reti;
2. maggiore numero di reti segnate;
3. maggiore numero di reti segnate in trasferta;
4. sorteggio.

| Gruppo | Squadra     | Pti | G | V | N | P | GF | GS | DR |
| ------ | ----------- | --- | - | - | - | - | -- | -- | -- |
| 4      | Italia      | 13  | 6 | 4 | 1 | 1 | 12 | 4  | +8 |
| 7      | Bulgaria    | 12  | 6 | 4 | 0 | 2 | 14 | 8  | +6 |
| 3      | Turchia     | 11  | 6 | 3 | 2 | 1 | 11 | 8  | +3 |
| 8      | Scozia      | 11  | 6 | 3 | 2 | 1 | 5  | 2  | +3 |
| 2      | Danimarca   | 11  | 6 | 3 | 2 | 1 | 9  | 7  | +2 |
| 1      | Francia     | 10  | 6 | 2 | 4 | 0 | 8  | 2  | +6 |
| 5      | Paesi Bassi | 8   | 6 | 2 | 2 | 2 | 6  | 5  | +1 |
| 6      | Irlanda     | 7   | 6 | 2 | 1 | 3 | 8  | 10 | -2 |

## Spareggio
Le due peggiori seconde si giocarono l'unico posto ancora libero in una partita secca su campo neutro.
| Arbitro: | Vadim Zhuk |

|                  |           |  |
| Kluivert 29’ 88’ | Marcatori |  |

## Statistiche

### Classifica marcatori
12 reti
- Davor Šuker

11 reti
- Toni Polster

10 reti
- Hristo Stoičkov

9 reti
- Jürgen Klinsmann

7 reti
- Emil Kostadinov
- Mixu Paatelainen
- Gianfranco Zola
- Andrzej Juskowiak
- Hakan Şükür

6 reti
- Ronen Harazi
- Domingos Paciência
- Patrik Berger

5 reti
- Syarhey Herasimets
- Kim Vilfort
- Youri Djorkaeff
- John Aldridge
- Iain Dowie
- Vīts Rimkus
- Paulo Alves
- Florin Răducioiu
- Igor Kolyvanov
- Tymerlan Huseynov

4 reti
- Sokol Kushta
- Peter Stöger
- Marc Degryse
- Michael Laudrup
- Todi Jónsson
- Jari Litmanen
- Shota Arveladze
- Temur Ketsbaia
- Alexīs Alexandrīs
- Nikos Machlas
- Panagiōtīs Tsalouchidīs
- Jimmy Quinn
- Fabrizio Ravanelli
- Marc Overmars
- Clarence Seedorf
- Rui Costa
- Vasili Kulkov
- Dmitri Radchenko
- Scott Booth
- John Collins
- Zlatko Zahovič
- Fernando Hierro

3 reti
- Krasimir Balăkov
- Marios Agathokleous
- Martin Reim
- Georgi Kinkladze
- Ulf Kirsten
- Andreas Möller
- Niall Quinn
- Phil Gray
- Michael O'Neill
- Ronny Rosenthal
- Armands Zeiberliņš
- Darius Maciulevičius
- Arūnas Šuika
- Boško Ǵurovski
- Henning Berg
- Jan Åge Fjørtoft
- Kjetil Rekdal
- Ronald de Boer
- Wim Jonk
- Patrick Kluivert
- Youri Mulder
- Bryan Roy
- Roman Kosecki
- Luís Figo
- Radek Drulák
- Horst Siegl
- Marius Lăcătuș
- Sergei Kiriakov
- Peter Dubovský
- Tibor Jančula
- Primož Gliha
- Sašo Udovič
- Julio Salinas
- Kubilay Türkyilmaz

2 reti
- Altin Rraklli
- Razmik Grigoryan
- Armen Shahgeldyan
- Andreas Herzog
- Adolf Hütter
- Nazim Süleymanov
- Gilles De Bilde
- Georges Grün
- Luc Nilis
- Gunther Schepens
- Enzo Scifo
- Lyuboslav Penev
- Zvonimir Boban
- Robert Prosinečki
- Andreas Sōtīriou
- Mikkel Beck
- Michael Schjønberg
- Ari Hjelm
- Antti Sumiala
- Vincent Guérin
- Frank Lebœuf
- Zinédine Zidane
- Dean Saunders
- Gary Speed
- Lothar Matthäus
- Matthias Sammer
- Giōrgos Dōnīs
- Demis Nikolaidis
- Tommy Coyne
- John Sheridan
- Demetrio Albertini
- Valdas Ivanauskas
- Serghei Cleșcenco
- Iurie Miterev
- Øyvind Leonhardsen
- Piotr Nowak
- João Vieira Pinto
- Paulinho Santos
- Tomáš Skuhravý
- Gheorghe Hagi
- Dorinel Munteanu
- Vladimir Beschastnykh
- Valeri Karpin
- Yuriy Nikiforov
- Igor Shalimov
- Ally McCoist
- John McGinlay
- Billy McKinlay
- Jaroslav Timko
- Džoni Novak
- José Luis Caminero
- Donato
- Julen Guerrero
- Luis Enrique
- Juan Antonio Pizzi
- Kennet Andersson
- Tomas Brolin
- Martin Dahlin
- Thomas Bickel
- Christophe Ohrel
- Ciriaco Sforza
- Néstor Subiat
- Saffet Sancaklı
- Sergen Yalçın
- Gábor Halmai
- Béla Illés
- József Kiprich

1 rete
- Arjan Bellaj
- Salvator Kaçaj
- Rudi Vata
- Hysen Zmijani
- Art'owr Petrosyan
- Franz Aigner
- Dietmar Kühbauer
- Andreas Ogris
- Heimo Pfeifenberger
- Marcus Pürk
- Dieter Ramusch
- Herfried Sabitzer
- Markus Schopp
- Christian Stumpf
- Arnold Wetl
- Gert Verheyen
- Bruno Versavel
- Ihar Hurynovich
- Miroslav Romaschenko
- Alyaksandr Taykow
- Trifon Ivanov
- Yordan Letchkov
- Kōnstantinos Fasouliōtīs
- Alen Bokšić
- Nikola Jerkan
- Nikola Jurčević
- Ardian Kozniku
- Mladen Mladenović
- Igor Štimac
- John Jensen
- Brian Laudrup
- Allan Nielsen
- Peter Nielsen
- Flemming Povlsen
- Mark Strudal
- Jens Kristian Hansen
- Henning Jarnskor
- Julian Johnsson
- Jan Allan Müller
- Jens Erik Rasmussen
- Petri Helin
- Janne Lindberg
- Kim Suominen
- Laurent Blanc
- Christophe Cocard
- Marcel Desailly
- Christophe Dugarry
- David Ginola
- Christian Karembeu
- Bixente Lizarazu
- Patrice Loko
- Jean-Pierre Papin
- Reynald Pedros
- Nathan Blake
- Chris Coleman
- Ryan Giggs
- Mark Pembridge
- Kit Symons
- Gocha Gogrichiani
- Zaza Janashia
- Markus Babbel
- Thomas Häßler
- Thomas Helmer
- Heiko Herrlich
- Thomas Strunz
- Christian Ziege
- Stratos Apostolakīs
- Daniel Batista Lima
- Kostas Frantzeskos
- Giōrgos Geōrgiadīs
- Dimitris Markos
- Dīmītrīs Saravakos
- Vassilios Tsiartas
- Ray Houghton
- Roy Keane
- Paul McGrath
- Andy Townsend
- Keith Gillespie
- Michael Hughes
- Barry Hunter
- Steve Lomas
- Gerry McMahon
- Guðni Bergsson
- Arnar Gunnlaugsson
- Sigurður Jónsson
- Tal Banin
- Eyal Berkovic
- Haim Revivo
- Itzik Zohar
- Dino Baggio
- Pierluigi Casiraghi
- Alessandro Costacurta
- Alessandro Del Piero
- Attilio Lombardo
- Paolo Maldini
- Christian Panucci
- Vitālijs Astafjevs
- Vladimirs Babičevs
- Jevgeņijs Miļevskis
- Daniel Hasler
- Aurelijus Skarbalius
- Vaidotas Šlekys
- Ramūnas Stonkus
- Vyacheslav Sukristov
- Audrius Žuta
- Manuel Cardoni
- Guy Hellers
- Luc Holtz
- Zoran Boškovski
- Gjorgji Hristov
- Borče Jovanovski
- Ljupčo Markovski
- Toni Micevski
- Mitko Stojkovski
- David Carabott
- Kristian Laferla
- Serghei Belous
- Alexandru Curteian
- Igor Oprea
- Valeriu Pogorelov
- Radu Rebeja
- Serghei Secu
- Ion Testemițanu
- Gunnar Aase
- Lars Bohinen
- Harald Brattbakk
- Jostein Flo
- Geir Frigård
- Mini Jakobsen
- Dennis Bergkamp
- Aron Winter
- Wojciech Kowalczyk
- Tomasz Wieszczycki
- Jorge Cadete
- Fernando Couto
- António Folha
- Hélder
- Oceano
- João Domingos Pinto
- Carlos Secretário
- Martin Frýdek
- Miroslav Kadlec
- Luboš Kubík
- Pavel Kuka
- Václav Němeček
- Daniel Šmejkal
- Jan Suchopárek
- Miodrag Belodedici
- Ilie Dumitrescu
- Dan Petrescu
- Gheorghe Popescu
- Daniel Prodan
- Dmitri Cheryshev
- Igor Dobrovolski
- Valery Kechinov
- Aleksandr Mostovoi
- Mukhsin Mukhamadiev
- Viktor Onopko
- Nikolai Pisarev
- Ilya Tsymbalar
- Pier Domenico Della Valle
- Mauro Valentini
- Colin Calderwood
- Eoin Jess
- Pat Nevin
- Duncan Shearer
- Miroslav Chvíla
- Ľubomír Moravčík
- Štefan Rusnák
- Július Šimon
- Dušan Tittel
- Marek Ujlaky
- Vladimir Kokol
- José Emilio Amavisca
- Jon Andoni Goikoetxea
- Francisco Higuera
- Kiko
- Javier Manjarín
- Miguel Ángel Nadal
- Alfonso Pérez
- Niclas Alexandersson
- Klas Ingesson
- Jörgen Pettersson
- Marc Hottiger
- Adrian Knup
- Marcel Koller
- Emre Aşık
- Recep Çetin
- Bülent Korkmaz
- Ertuğrul Sağlam
- Ogün Temizkanoğlu
- Andriy Husin
- Jurij Kalytvyncev
- Serhiy Konovalov
- Andriy Polunin
- Viktor Skrypnyk
- István Vincze

Autoreti
- Yervand Krbachyan (pro Belgio)
- Marios Charalambous (pro Spagna)
- Urmas Kirs (pro Ucraina)
- Stratos Apostolakīs (pro Fær Øer)
- Marinos Ouzounidīs (pro Russia)
- Theodōros Zagorakīs (pro Russia)
- Vitali Culibaba (pro Georgia)
- Serghei Stroenco (pro Germania)
- Józef Wandzik (pro Romania)
- Vítor Baía (pro Irlanda)
- Fabio Francini (pro Scozia)
- Ondrej Krištofík (pro Francia)